# صفي أباد (كاشان)
صفي أباد هي قرية في مقاطعة كاشان، إيران. عدد سكان هذه القرية هو 25 في سنة 2006.